# Malloco
Malloco (Del mapudungún Mallo ko=Agua de greda dorada) es una localidad ubicada en la comuna de Peñaflor, en el extremo surponiente de Santiago, Región Metropolitana de Santiago, Chile.

## Toponimia
Su nombre proviene de los pozos de agua gredosa blanca que existían en este lugar antes de la llegada de los españoles.
Otros nombres parecidos son:
- Mallallauquén: Lago de greda blanca.
- Malloa: Lugar de greda blanca.
- Mallocavén: Espino de suelo gredoso.

## Descripción
Tiene una zona urbana adyacente a Peñaflor y al resto de Santiago, y otra semirrural acercándose a Talagante, donde hay predios agrícolas e industria menor asociada, mezclados con parcelas de agrado, como en el sector denominado «Colonia Alemana», denominado así porque recibió inmigrantes de esa nacionalidad en la primera mitad del siglo XX.

## Historia

### Preincaicos
Esta zona Chile prehispánico estuvo poblada desde hace más de 10 000 años, fue de esa población por la cual fue llamada Malloco, pueblo de aguas doradas. Culturas importantes en la zona fueron la Cultura Stepke y la Cultura Kovacevic. Posteriormente apareció la Cultura Aconcagua.

### Conquista inca
Tras la conquista Inca  en 1426 , estas tierras quedaron bajo la égida de Tala Canta Ilabe, llamando a sus naturales Promaucaes.

### Conquista española
En tiempos anteriores a la conquista, el actual territorio de Padre Hurtado era conocido como "Peucodañe", voz mapuche que significa "nido de peuco", derivado de peuco (el ave rapiña) y dañe (nido). Desde antaño estas tierras al poniente del valle del Río Mapocho estuvieron pobladas por naturales que se agrupaban en tres "pueblos de indios": los Curamapu, Pelvín y Malloco. AL llegar los españoles, por estar siguiendo y usando la administración inca, los mapuches llamaron Huinca (We inka: los nuevos inkas en mapudungún)  .
Cuando los españoles llegaron a estas tierras, fue práctica muy común de los gobernadores entregarles mercedes de tierras a los servidores destacados, de manera de recompensa por los servicios prestados a la Corona.
Es así como en el año 1604, el gobernador don Alonso de Ribera, otorgó una merced de 350 cuadras de Peucodañe (actual  Padre Hurtado), al General Hernando Talaverano Gallegos. En esta zona hubo otras importantes haciendas como Peñaflor o Curamapu, de la Familia Lisperguer, familia de Catalina de los Ríos y Lisperguer (La Quintrala);  Malloco, de Domingo de Erazo; Pelvín, de Santiago de Azoca; Carrizal, de los Valdivia; y Peucodañe de Hernán Talaverano.

### Parroquia Niño Dios de Malloco
Famosa es la iglesia del «Niño Dios de Malloco», ubicada en la calle principal de esta localidad. Esta Parroquia es la tercera más antigua de Chile La parroquia “Niño Dios de Malloco”, fue fundada el 25 de diciembre de 1579, en ese entonces se llamaba “Doctrina de Tango” y fue la 3.ª parroquia establecida en la arquidiócesis de Santiago, por ende es la 3.ª parroquia más antigua de Chile, la anteceden la del Sagrario de Santiago, fundada el  4 de mayo de 1546 y la de Colina fundada el 8 de diciembre de 1579.
Su gran particularidad es que aquí se  encuentra la imagen del Niño Dios de Malloco, un santo que cumple todas las peticiones y hace milagros. Según la gente hay un dicho muy característico en la zona y dice: “Es más cobrador que el Niño Dios de Malloco”

### Parlamento de Malloco
El  Parlamento de Malloco  se celebró entre el gobernador Juan Henríquez de Villalobos y los líderes mapuche encabezados por el Toqui Vilumilla en enero de 1671, en Malloco

### Colonización alemana
En 1929, la Caja de Colonización Agrícola — antecesora de la Corporación de la Reforma Agraria (Cora) — adquirió el Fundo San Javier de Malloco, de propiedad del político y agricultor Pedro Correa Ovalle, con el fin de subdividir las 430 hectáreas de extensión en 43 parcelas de agrado de 10 hectáreas cada una. El gobierno chileno dispuso colonizar ese territorio con el fin de hacerlo productivo. Para ello, bajo el gobierno de Carlos Ibáñez del Campo fueron enviados agentes colonizadores chilenos a la República de Weimar (actual Alemania), siguiendo la política de colonización germánica del Sur de Chile durante el siglo XIX, con el fin de encontrar ciudadanos alemanes que tuvieran las competencias para realizar el desarrollo urbano y agropecuario de Malloco, siendo considerado como un lugar estratégico para estos fines, debido principalmente, a su proximidad con Santiago. Ya en mayo de ese año, la colonia contaba con 280 personas, en su mayoría familias provenientes de Baviera y otros lugares del Sur de Alemania.  Los colonos, de mayoría católica, contribuyeron en la edificación de la primera capilla que fue el origen de la Parroquia de Sankt Michael en Providencia, el único templo católico de Santiago de habla alemana.

## Servicios públicos
En lo que respecta a unidades locales de orden público y seguridad ciudadana, están compuestas por Carabineros de Chile y la Policía de Investigaciones de Chile o PDI. La Unidad Policial territorial de la PDI en la localidad es la Brigada de Investigación Criminal Peñaflor o BICRIM Peñaflor, con área de competencia en las comunas de Peñaflor y Padre Hurtado, cuya función principal es investigar delitos de distinta índole a nivel local encomendadas por los Tribunales de Justicia y el Ministerio Público, como también acoger denuncias, entre otras labores. Esta Unidad Policial, al igual que sus pares, cuenta con grupos internos, uno de ellos dedicado a la investigación del tráfico de drogas en pequeñas cantidades, es denominado Grupo Microtráfico Cero o MT-0, además de contar con una Oficina de Análisis Criminal.

## Malloco en la cultura popular
En noviembre del año 2012, el periodista y profesor de cine Víctor Hugo Ortega, publica el libro de cuentos "Al Pacino estuvo en Malloco". En el relato central y que da título al libro, el protagonista se encuentra con el actor Al Pacino, en una parcela del sector conocido como Colonia Alemana, al interior de Malloco. En primera persona, el narrador relata una serie de encuentros que tiene con el actor durante unos días.
Este cuento ha generado un mito entre los lectores sobre el paso que habría tenido Al Pacino por Chile, en el año 2003.
Hasta ahora se conocen 2 libros publicados por Don Danilo Escobar Valenzuela, quien publicó el libro "Niño Dios de Malloco" en el que cuenta toda la historia sobre esta imagen religiosa. Además del libro "Memorias de Malloco" en el que cuenta la historia del pequeño pueblo.

### Oktoberfest
Desde el 2005 en Malloco, se celebra la Fiesta de la Cerveza de Chile (Oktoberfest).

## Medios de comunicación

### Televisión
VHF
- 2 - Telecanal
- 4 - La Red
- 5 - UCV Televisión
- 7 - Televisión Nacional de Chile
- 9 - Mega
- 11 - Chilevisión
- 13 - Canal 13

UHF (ISDB-Tb)
- 24 - Canal 13
- 26 - El Mostrador TV
- 27 - Mega
- 28 - La Red
- 29 - UCV Televisión
- 30 - Chilevisión
- 33 - Televisión Nacional de Chile
- 39 - Bío-Bío Chile TV
- 56 - Telecanal (No Disponible)

### Radioemisoras
FM
- 88.1 MHz Radio Imagina
- 88.5 MHz Radio Concierto
- 88.9 MHz Radio Futuro
- 89.3 MHz Radio María Chile
- 89.7 MHz Duna FM
- 90.5 MHz Radio Pudahuel
- 91.3 MHz El Conquistador FM
- 91.7 MHz ADN Radio Chile
- 92.1 MHz Radio Agricultura
- 92.5 MHz Radioactiva
- 92.9 MHz Radio La Clave
- 93.3 MHz Radio Cooperativa
- 93.7 MHz Radio Universo
- 94.1 MHz Radio Rock & Pop
- 94.5 MHz Radio Universidad de Santiago
- 95.3 MHz Radio Disney
- 95.9 MHz Estación Metropolitana
- 96.5 MHz Radio Nuevo Tiempo
- 97.1 MHz Radio Corporación
- 97.7 MHz Radio Beethoven
- 98.1 MHz Radio Carabineros de Chile
- 98.5 MHz FM Dos
- 99.3 MHz Radio Carolina
- 99.7 MHz Radio Bío-Bío
- 100.1 MHz Radio Infinita
- 100.5 MHz Pauta FM
- 100.9 MHz Play FM
- 101.3 MHz Corazón FM
- 101.7 MHz Los 40
- 102.1 MHz 13c Radio
- 102.5 MHz Radio Universidad de Chile
- 102.9 MHz Radio Manantial
- 103.3 MHz Tele13 Radio
- 103.9 MHz Radio Contacto
- 104.1 MHz Romántica FM
- 104.5 MHz Radio Armonía
- 104.9 MHz Radio Colo Colo
- 105.3 MHz Sonar FM
- 106.1 MHz Radio San Ignacio (Comunitaria, Padre Hurtado) www.radiosanignacio.cl
- 106.5 MHz Radio Simpatía (Comunitaria) www.radiosimpatia.cl
- 107.3 MHz Radio Alas de Águila FM (Comunitaria) https://www.radios-chilenas.com/alas-de-aguila

AM
- 570 kHz Agricultura
- 600 kHz Vida Nueva en Cristo Jesús
- 660 kHz Radio UC
- 690 kHz Santiago
- 760 kHz Cooperativa
- 820 kHz Carabineros
- 880 kHz Colo Colo
- 930 kHz Nuevo Mundo
- 960 kHz Carrera
- 1000 kHz BBN
- 1030 kHz Progreso (Talagante, El Monte, Peñaflor)
- 1060 kHz Radio María Chile
- 1140 kHz Nacional
- 1180 kHz Portales
- 1240 kHz Universidad de Santiago
- 1300 kHz Conexiones
- 1330 kHz Volver
- 1380 kHz Corporación
- 1420 kHz Panamericana
- 1460 kHz Yungay Palabra Viva
- 1540 kHz Sudamérica
- 1560 kHz Manantial (Talagante, El Monte, Peñaflor)
- 1600 kHz Radio Nuevo Tiempo